# Bataille d'Allauddin
Guerre d'Afghanistan
La bataille d'Allauddin a lieu le 15 août 2018 pendant la guerre d'Afghanistan.

## Déroulement
Dans la nuit du 14 au 15 août 2018, les taliban attaquent un poste avancé défendu par deux unités des Forces armées afghanes et un poste de police, situés au village d'Allauddin, dans le district de Baghlan-e-Markazi, dans la province de Baghlân,. À l'aube, plusieurs centaines de talibans lancent l'assaut. Après cinq heures de combats, les insurgés envahissent la base. Ils s'emparent des armes, des véhicules et de divers matériels, puis se retirent après avoir incendié la base.

## Les pertes
Le 15 août, les autorités locales de Baghlan affirment que neuf policiers et 35 soldats ont été tués lors de l'attaque. Le ministère afghan de la défense confirme l'attaque mais ne donne pas de bilan. Le New York Times cite également le témoignage anonyme d'un responsable de la police, qui donne un bilan de 30 soldats et neuf policiers tués, ainsi que deux soldats blessés. Ferozuddin Aimaq, un conseiller municipal de la province Baghlan, fait quant à lui état de la mort de 45 soldats et huit policiers. Il affirme que « la base de l'armée est recouverte de corps de soldats et de policiers ». Selon Mahbubullah Ghafari, un autre conseiller de la province de Baghlan, les défenseurs de la base et du poste de police ne comptent que deux survivants.